# Wormie
Wormie (niem. Wormen) – wieś w Polsce położona w województwie warmińsko-mazurskim, w powiecie bartoszyckim, w gminie Górowo Iławeckie. W latach 1975–1998 miejscowość administracyjnie należała do województwa olsztyńskiego.
W pobliżu wsi, ok. 400 m na wschód, znajduje się Góra Zamkowa - staropruskie grodzisko.

## Historia
W 1889 r. był to folwark majątku ziemskiego Bezledy i należał do rodziny von Oldenburg. W spisie z 1978 r. Wormie liczono jako statystyczną jednostkę wspólnie z Worszynami.